# ميتا أيه آي
ميتا أيه آي (بالإنجليزية: Meta AI)‏، وسابقًا أبحاث فيسبوك للذكاء الصناعي (بالإنجليزية: Facebook Artificial Intelligence Research)‏ هو قسم لأبحاث الذكاء الصناعي أسس في 2015 ويتبع شركة ميتا بلاتفورمز.

## وصلات خارجية
- الموقع الرسمي